# Olympische Sommerspiele 2008/Leichtathletik – Kugelstoßen (Männer)

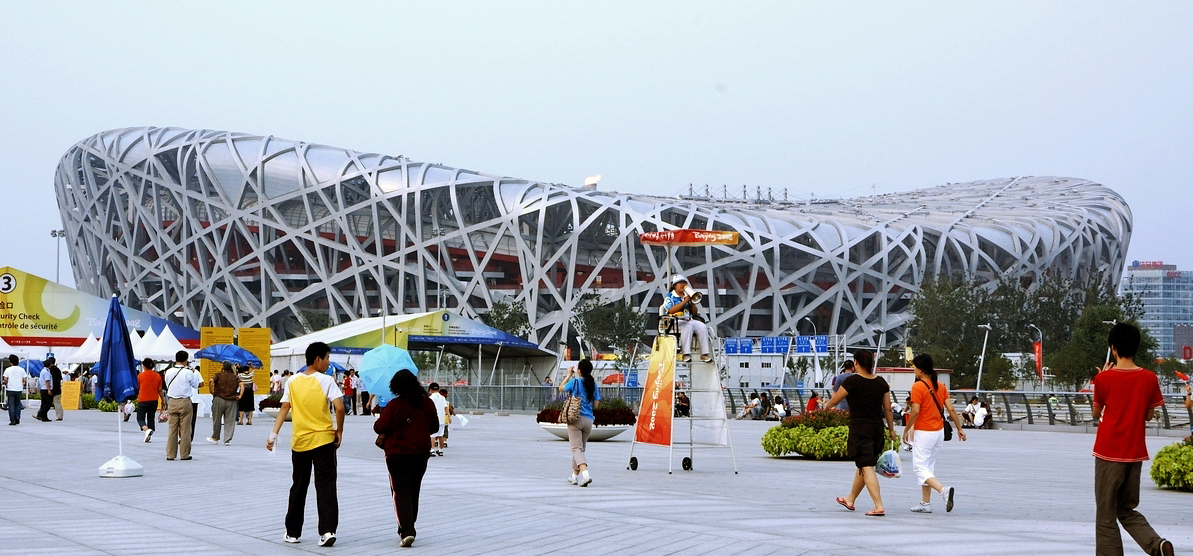
Das Vogelnest – Olympiastadion von Peking

Das Kugelstoßen bei den Olympischen Spielen 2008 in Peking wurde am 15. August 2008 ausgetragen. 44 Athleten nahmen daran teil.
Olympiasieger wurde der Pole Tomasz Majewski. Die Silbermedaille gewann der US-Amerikaner Christian Cantwell. Bronze ging an Dylan Armstrong aus Kanada.

## Aktuelle Titelträger
| Olympiasieger 2004                      | Adam Nelson ( USA)             | 21,16 m | Athen 2004          |
| Weltmeister 2007                        | Reese Hoffa ( USA)             | 22,04 m | Ōsaka 2007          |
| Europameister 2006                      | Ralf Bartels ( Deutschland)    | 21,13 m | Göteborg 2006       |
| Panamerikanischer Meister 2007          | Dylan Armstrong ( Kanada)      | 20,10 m | Rio de Janeiro 2007 |
| Zentralamerika und Karibik-Meister 2008 | Alexis Paumier ( Kuba)         | 19,60 m | Cali 2008           |
| Südamerika-Meister 2007                 | Germán Lauro ( Argentinien)    | 19,65 m | São Paulo 2007      |
| Asienmeister 2007                       | Navpreet Singh ( Indien)       | 10,70 m | Amman 2007          |
| Afrikameister 2008                      | Abdu Moaty Moustafa ( Ägypten) | 18,06 m | Addis Abeba 2008    |
| Ozeanienmeister 2008                    | Daniel Kilama ( Neukaledonien) | 16,76 m | Saipan 2008         |

## Rekorde

### Bestehende Rekorde
| Weltrekord         | 23,12 m | Randy Barnes ( USA)   | Los Angeles, USA          | 20. Mai 1990       |
| Olympischer Rekord | 22,47 m | Ulf Timmermann ( DDR) | Finale OS Seoul, Südkorea | 23. September 1988 |

Der nun seit zwanzig Jahren bestehende olympische Rekord wurde auch bei diesen Spielen nicht erreicht. Der weiteste Versuch gelang dem polnischen Olympiasieger Tomasz Majewski mit seinem vierten Stoß im Finale am 15. August auf 21,51 m. Damit blieb er 96 Zentimeter unter dem Olympia- und 1,61 m unter dem Weltrekord.

### Rekordverbesserung
Es wurde ein neuer Landesrekord aufgestellt:

21,04 m – Dylan Armstrong (Kanada), Finale am 15. August, zweiter Versuch

## Doping
Das Kugelstoßen war besonders betroffen von gedopten Sportlern, deren Betrug sich bei Jahre später vorgenommenen Nachkontrollen herausstellte.
- Der Belarusse Andrej Michnewitsch war zunächst Dritter. Ihm wurde die Bronzemedaille am 20. August 2014 wegen Verstoßes gegen die Antidopingbestimmungen aberkannt.[6]
- Sein Landsmann Pawel Lyschyn hatte ursprünglich Platz fünf belegt. Der Athlet wurde 2016 des Dopingmissbrauchs überführt, folgerichtig wurde sein Resultat annulliert.[7]
- Dritter Betrüger war der Russe Iwan Juschkow, der zunächst als Elfter geführt worden war. Der Athlet wurde im August 2016 des Dopingmissbrauchs überführt, sein Resultat wurde annulliert.[8]

Alle zunächst hinter den disqualifizierten Stoßern platzierten Athleten rückten um einen oder mehrere Plätze nach vorne. Der Kanadier Dylan Armstrong erhielt nachträglich Bronze zugesprochen.
Leidtragende waren folgende sechs Athleten:
- Dylan Armstrong, Kanada – Er erhielt seine Bronzemedaille erst nach mehrjähriger Verspätung und konnte nicht an der Siegerehrung teilnehmen.
- Rutger Smith, Niederlande – Ihm hätten im Finale als siebtplatziertem Teilnehmer drei weitere Stöße zugestanden.
- Yury Bialou, Belarus – Ihm hätten im Finale als achtplatziertem Teilnehmer drei weitere Stöße zugestanden.
- Peter Sack, Deutschland – Er hatte die Qualifikation auf Rang zehn abgeschlossen und wäre damit im Finale startberechtigt gewesen.
- Andrij Semenow, Ukraine – Er hatte die Qualifikation auf Rang elf abgeschlossen und wäre damit im Finale startberechtigt gewesen.
- Dorian Scott, Neuseeland – Er hatte die Qualifikation auf Rang zwölf abgeschlossen und wäre damit im Finale startberechtigt gewesen.

## Legende
Kurze Übersicht zur Bedeutung der Symbolik – so üblicherweise auch in sonstigen Veröffentlichungen verwendet:
| – | verzichtet |
| x | ungültig   |

## Qualifikation
15. August 2008, 9:05 Uhr
Sechs Teilnehmer (hellblau unterlegt) übertrafen die direkte Finalqualifikationsweite von 20,40 m. Damit war die Mindestanzahl von zwölf Finalteilnehmern nicht erreicht. So wurde das Finalfeld mit sechs weiteren Wettbewerbern (hellgrün unterlegt) aus beiden Gruppen nach den nächstbesten Weiten aufgefüllt. Für die Finalteilnahme waren schließlich 20,02 m zu stoßen.

### Gruppe A
| Platz | Name                   | Nation                  | 1. Versuch | 2. Versuch | 3. Versuch | Weite   | Anmerkung                              |
| ----- | ---------------------- | ----------------------- | ---------- | ---------- | ---------- | ------- | -------------------------------------- |
| 1     | Tomasz Majewski        | Polen                   | 21,04 m    | –          | –          | 21,04 m | PB                                     |
| 2     | Christian Cantwell     | USA                     | 20,11 m    | 20,48 m    | –          | 20,48 m |                                        |
| 3     | Dylan Armstrong        | Kanada                  | 20,43 m    | –          | –          | 20,43 m |                                        |
| 4     | Reese Hoffa            | USA                     | 20,41 m    | –          | –          | 20,41 m |                                        |
| 5     | Pawel Sofjin           | Russland                | 20,29 m    | x          | x          | 20,29 m |                                        |
| 6     | Jury Bjalou            | Belarus                 | x          | 20,12 m    | 19,87 m    | 20,12 m |                                        |
| 7     | Andrij Semenow         | Ukraine                 | 18,95 m    | 19,59 m    | 20,01 m    | 20,01 m | eigentlich für das Finale qualifiziert |
| 8     | Hamza Alić             | Bosnien und Herzegowina | 19,22 m    | 19,48 m    | 19,87 m    | 19,87 m |                                        |
| 9     | Anton Ljuboslawski     | Russland                | 19,14 m    | x          | 19,87 m    | 19,87 m |                                        |
| 10    | Scott Martin           | Australien              | 19,75 m    | x          | x          | 19,75 m |                                        |
| 11    | Joachim Olsen          | Dänemark                | 19,62 m    | 19,69 m    | 19,74 m    | 19,74 m |                                        |
| 12    | Carlos Veliz           | Kuba                    | 19,58 m    | 19,25 m    | 19,16 m    | 19,58 m |                                        |
| 13    | Māris Urtāns           | Lettland                | 18,78 m    | 19,57 m    | 19,34 m    | 19,57 m |                                        |
| 14    | Milan Haborák          | Slowakei                | x          | 19,32 m    | x          | 19,32 m |                                        |
| 15    | Germán Lauro           | Argentinien             | 19,07 m    | x          | 18,96 m    | 19,07 m |                                        |
| 16    | Asmir Kolašinac        | Serbien                 | 18,32 m    | x          | 19,01 m    | 19,01 m |                                        |
| 17    | Lajos Kürthy           | Ungarn                  | 18,38 m    | x          | 18,74 m    | 18,74 m |                                        |
| 18    | Michail Stamatogiannis | Griechenland            | x          | 18,45 m    | 18,30 m    | 18,45 m |                                        |
| 19    | Marco Antonio Verni    | Chile                   | x          | 17,96 m    | x          | 17,96 m |                                        |
| NM    | Robert Häggblom        | Schweden                | x          | x          | x          | ogV     |                                        |
| NM    | Georgi Iwanow          | Bulgarien               | x          | x          | x          | ogV     |                                        |
| DNS   | Ralf Bartels           | Deutschland             |            |            |            |         |                                        |

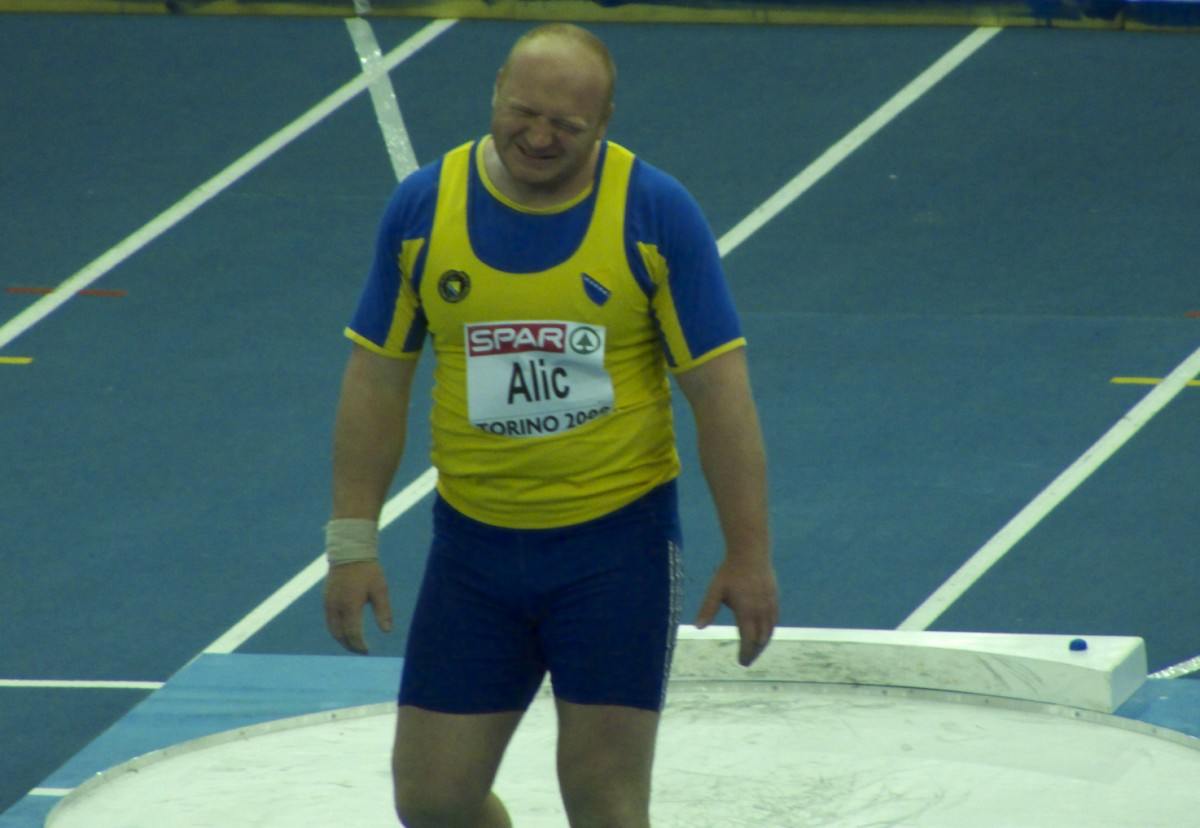
Hamza Alić – ausgeschieden mit 19,87 m

Weitere in Qualifikationsgruppe A ausgeschiedene Kugelstoßer:

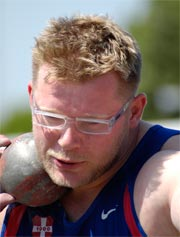
Joachim Olsen – 19,74 m
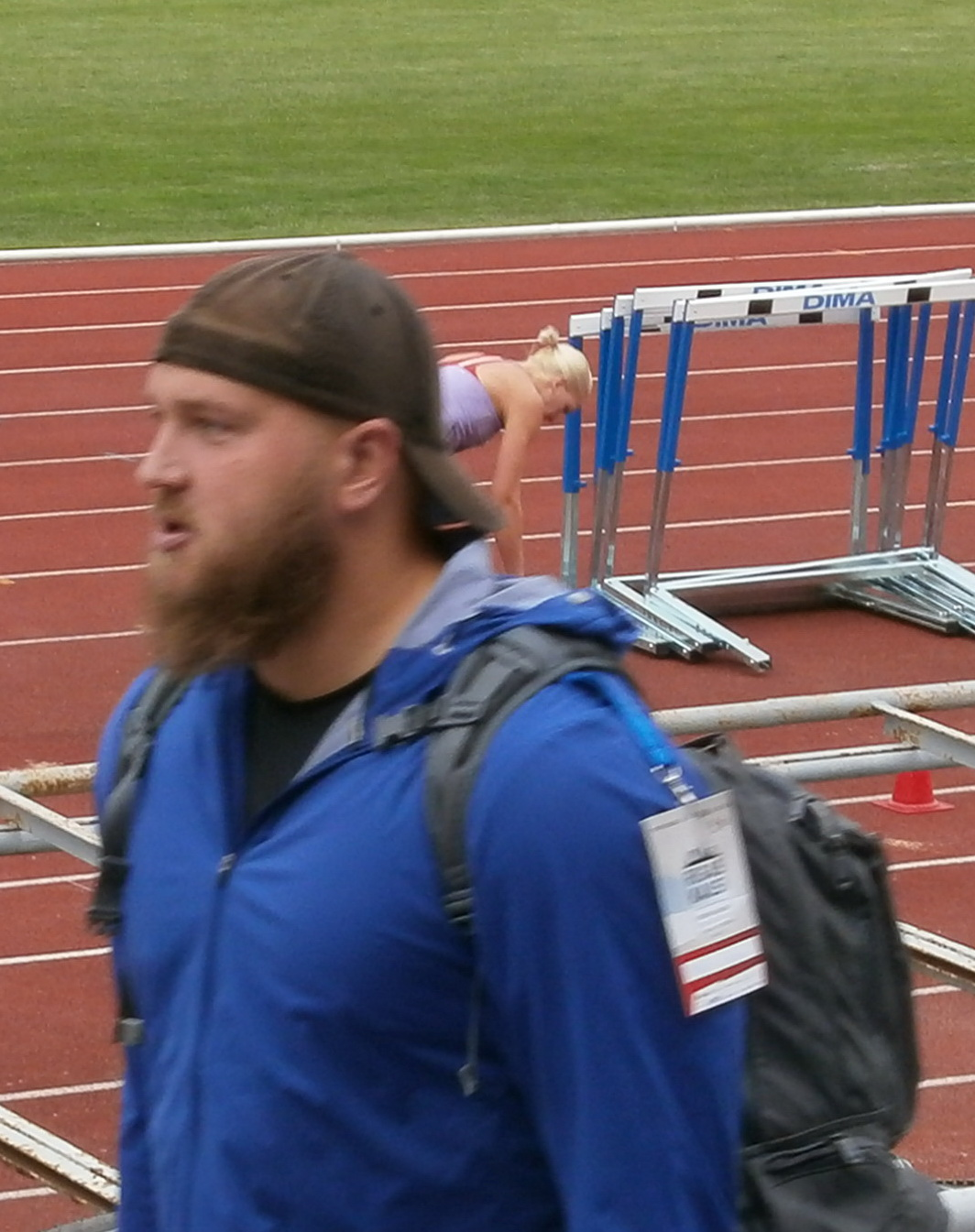
Māris Urtāns – 19,57 m
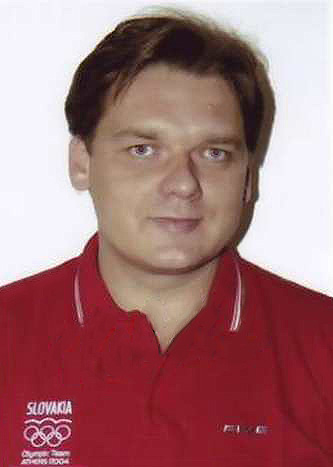
Milan Haborák – 19,32 m

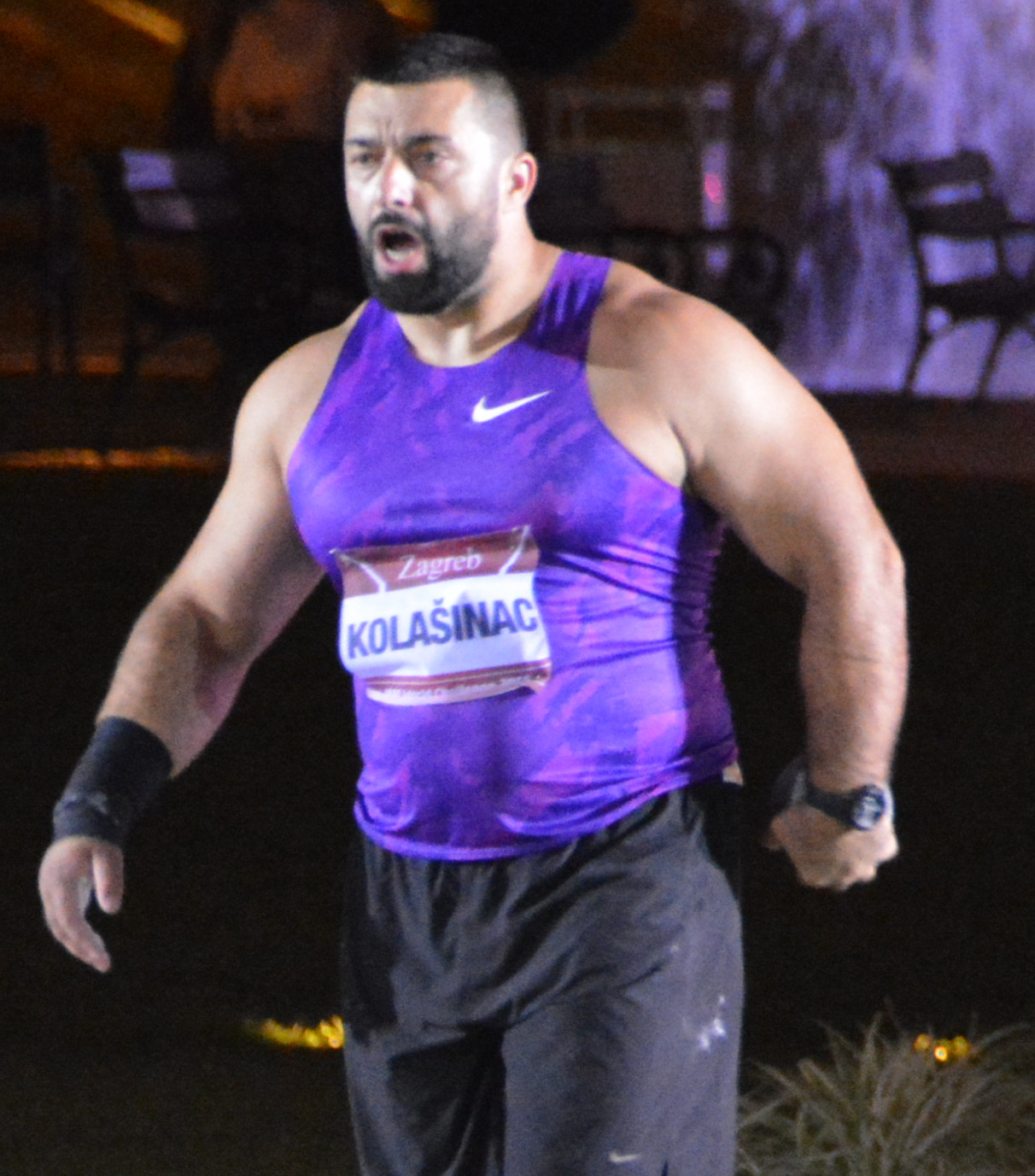
Asmir Kolašinac – 19,01 m
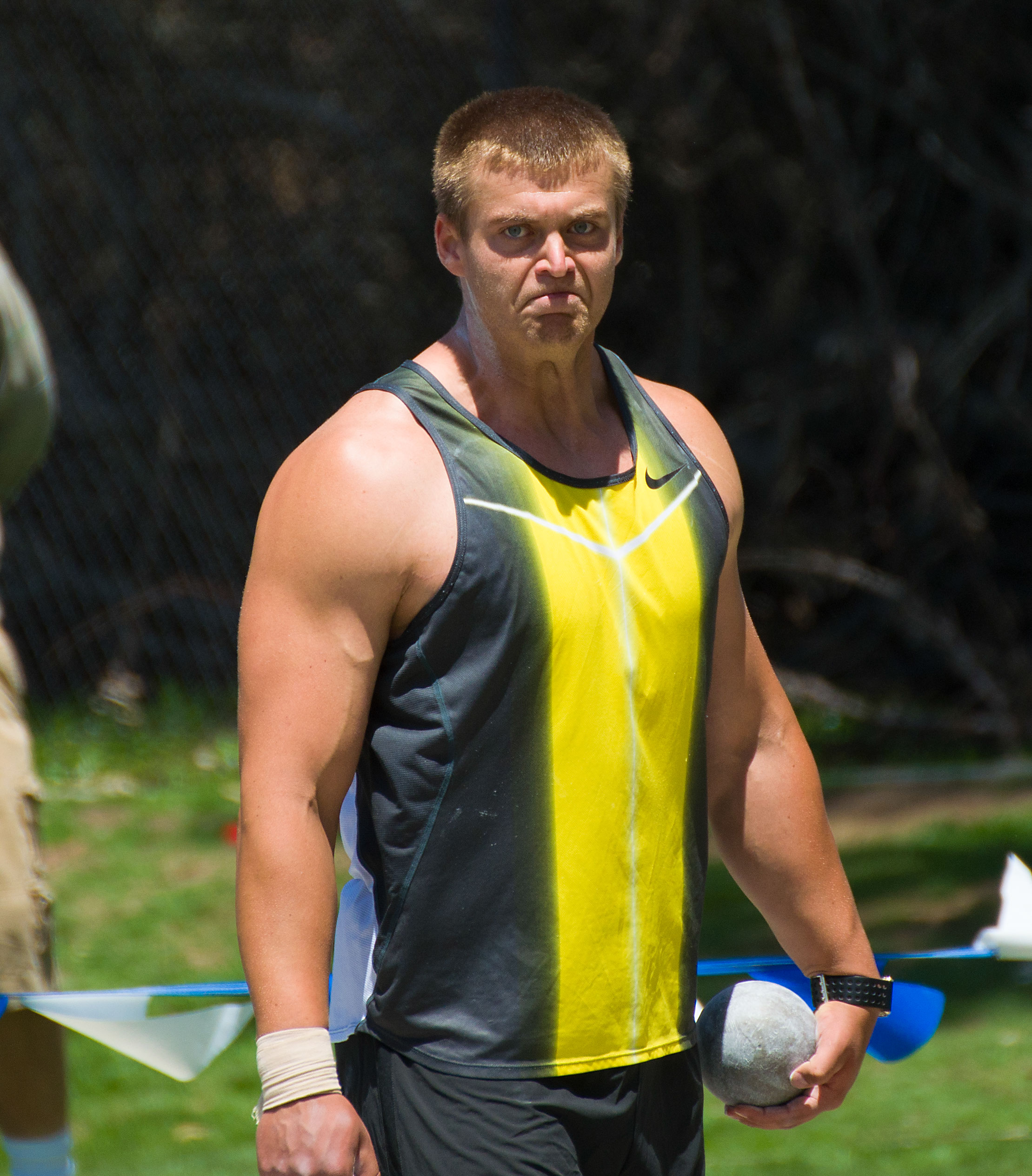
Lajos Kürthy – 18,74 m
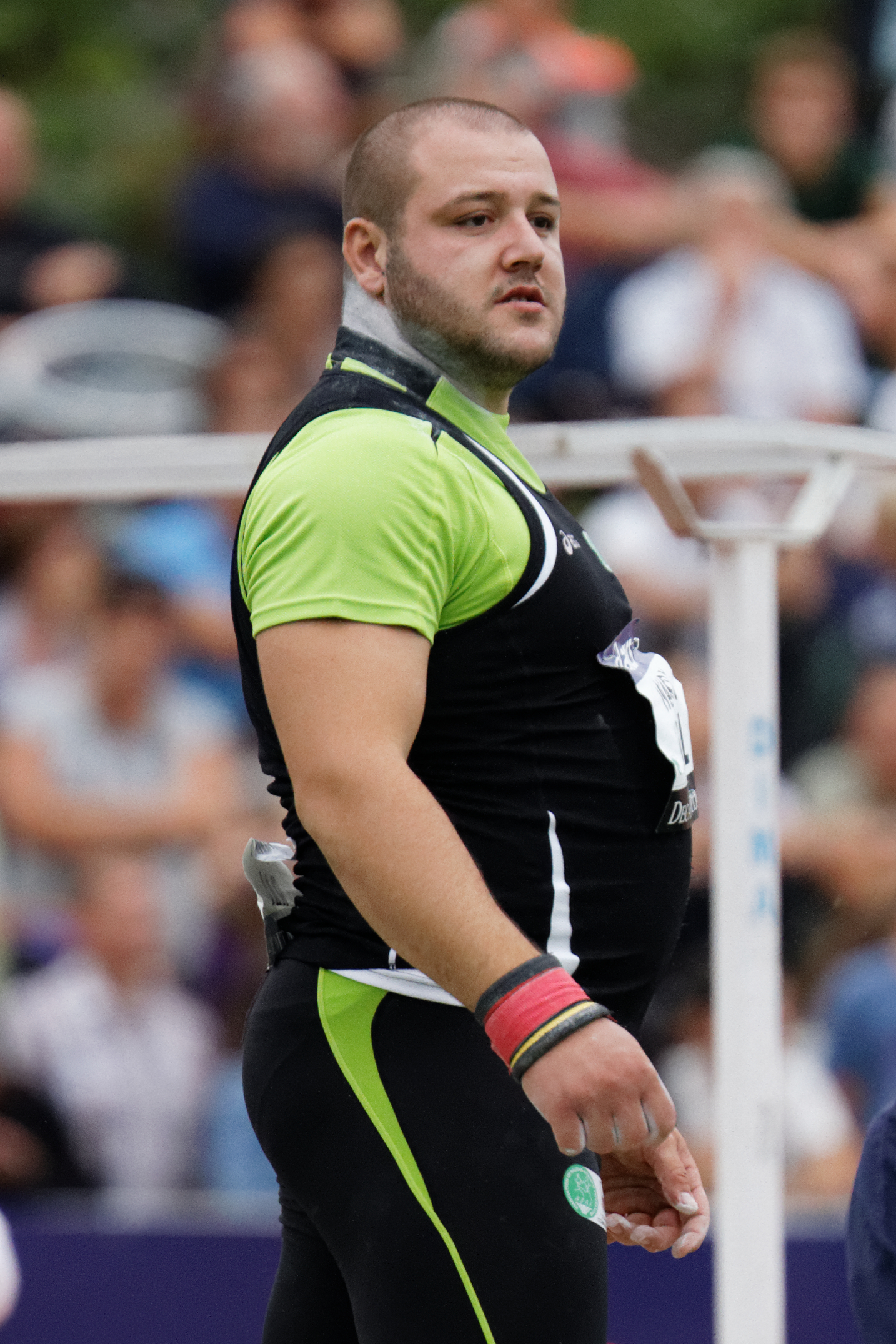
Georgi Iwanow – kein gültiger Stoß

### Gruppe B

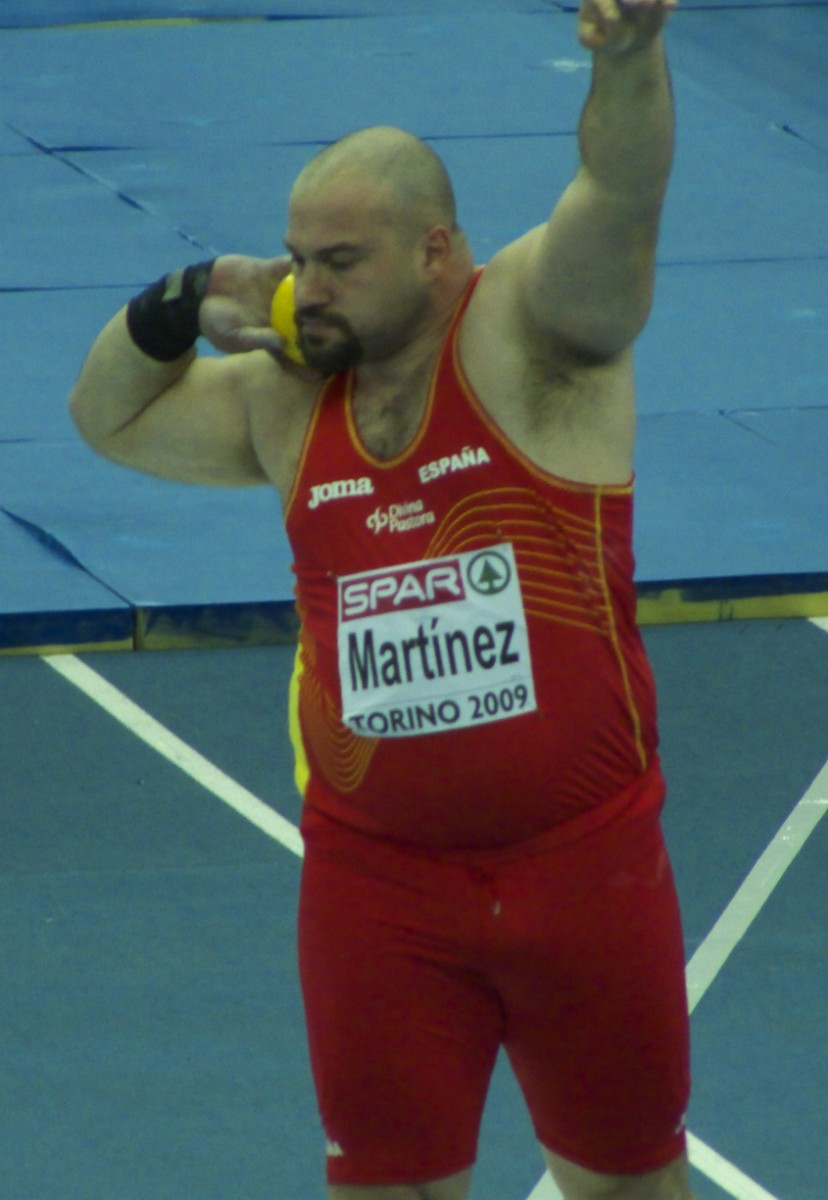
Manuel Martínez – ausgeschieden mit 19,81 m

| Platz | Name                | Nation            | 1. Versuch | 2. Versuch | 3. Versuch | Weite   | Anmerkung                               |
| ----- | ------------------- | ----------------- | ---------- | ---------- | ---------- | ------- | --------------------------------------- |
| 1     | Adam Nelson         | USA               | 20,56 m    | –          | –          | 20,56 m |                                         |
| 2     | Pawel Lyschyn       | Belarus           | 20,36 m    | x          | x          | 20,36 m |                                         |
| 3     | Jurij Bilonoh       | Ukraine           | 19,93 m    | 20,16 m    | 19,57 m    | 20,16 m |                                         |
| 4     | Rutger Smith        | Niederlande       | 20,13 m    | x          | 19,97 m    | 20,13 m |                                         |
| 5     | Peter Sack          | Deutschland       | 19,76 m    | x          | 20,01 m    | 20,01 m | eigentlich für das Finale qualifiziert  |
| 6     | Dorian Scott        | Neuseeland        | 19,54 m    | 19,94 m    | 19,71 m    | 19,94 m | eigentlich für das Finale qualifiziert  |
| 7     | Justin Anlezark     | Australien        | 19,91 m    | 19,75 m    | x          | 19,91 m |                                         |
| 8     | Manuel Martínez     | Spanien           | 19,62 m    | 19,45 m    | 19,81 m    | 19,81 m |                                         |
| 9     | Miroslav Vodovnik   | Slowenien         | 18,72 m    | 19,81 m    | 19,81 m    | 19,81 m |                                         |
| 10    | Yves Niaré          | Frankreich        | x          | x          | 19,73 m    | 19,73 m |                                         |
| 11    | Taavi Peetre        | Estland           | x          | x          | 19,57 m    | 19,57 m |                                         |
| 12    | Sultan al-Habashi   | Saudi-Arabien     | x          | 18,67 m    | 19,51 m    | 19,51 m |                                         |
| 13    | Petr Stehlik        | Tschechien        | x          | 19,41 m    | x          | 19,41 m |                                         |
| 14    | Nedžad Mulabegović  | Kroatien          | 19,11 m    | 19,35 m    | 18,88 m    | 19,35 m |                                         |
| 15    | Reinaldo Proenza    | Kuba              | 19,15 m    | 19,06 m    | 19,20 m    | 19,20 m |                                         |
| 16    | Ion Emilianov       | Moldau            | 18,64 m    | 18,27 m    | x          | 18,64 m |                                         |
| 17    | Yasser Farag        | Ägypten           | 18,37 m    | x          | 18,42 m    | 18,42 m |                                         |
| 18    | Marco Fortes        | Portugal          | x          | x          | 18,05 m    | 18,05 m |                                         |
| 19    | Chang Ming-huang    | Chinesisch Taipeh | 16,13 m    | 16,98 m    | 17,43 m    | 17,43 m |                                         |
| NM    | Amin Nikfar         | Iran              | x          | x          | x          | ogV     |                                         |
| NM    | Alexis Paumier      | Kuba              | x          | x          | x          | ogV     |                                         |
| DOP   | Andrej Michnewitsch | Belarus           | 20,38 m    | 20,48 m    | –          | 20,48 m | im Finale dabei, später disqualifiziert |
| DOP   | Pawel Lyschyn       | Belarus           | 20,36 m    | x          | x          | 20,36 m | im Finale dabei, später disqualifiziert |
| DOP   | Iwan Juschkow       | Russland          | 20,02 m    | 19,83 m    | 20,00 m    | 20,02 m | im Finale dabei, später disqualifiziert |

Weitere in Qualifikationsgruppe B ausgeschiedene Kugelstoßer:

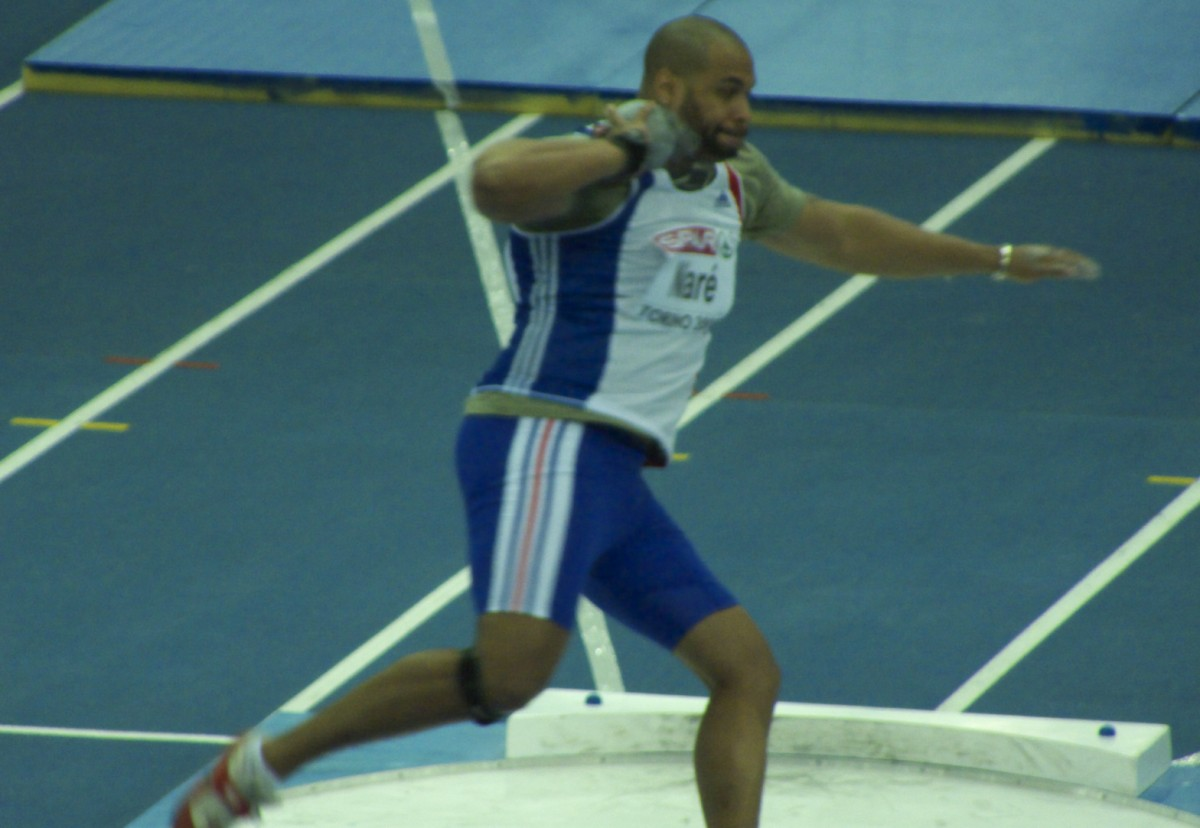
Yves Niaré – 19,73 m
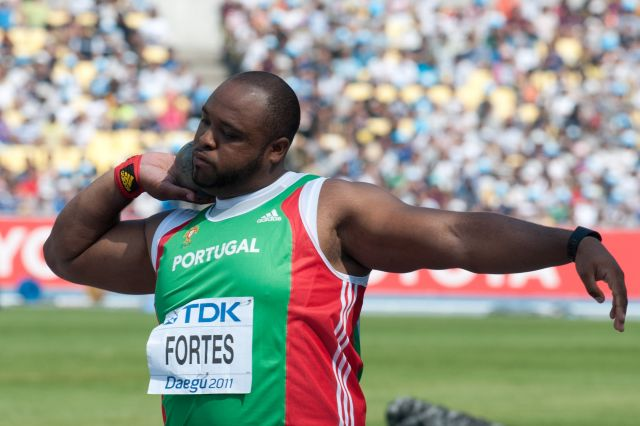
Marco Fortes – 18,05 m
Chang Ming-huang – 17,43 m
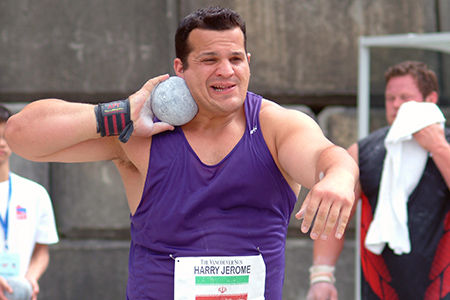
Amin Nikfar – kein gültiger Stoß

## Finale
15. August 2008, 21:00 Uhr
| Platz | Name                | Nation      | 1. Versuch | 2. Versuch | 3. Versuch | 4. Versuch                                    | 5. Versuch                                    | 6. Versuch                                    | Endresultat | Anmerkung |
| ----- | ------------------- | ----------- | ---------- | ---------- | ---------- | --------------------------------------------- | --------------------------------------------- | --------------------------------------------- | ----------- | --------- |
| 1     | Tomasz Majewski     | Polen       | 20,80 m    | 20,47 m    | 21,21 m    | 21,51 m                                       | x                                             | 20,44 m                                       | 21,51 m     | PB        |
| 2     | Christian Cantwell  | USA         | 20,39 m    | 20,98 m    | 20,88 m    | 20,86 m                                       | 20,69 m                                       | 21,09 m                                       | 21,09 m     |           |
| 3     | Dylan Armstrong     | Kanada      | 20,62 m    | 21,04 m    | x          | x                                             | 20,47 m                                       | x                                             | 21,04 m     | NR        |
| 4     | Jurij Bilonoh       | Ukraine     | 20,63 m    | x          | 20,53 m    | 20,46 m                                       | 20,31 m                                       | x                                             | 20,63 m     |           |
| 5     | Reese Hoffa         | USA         | x          | 19,81 m    | 20,53 m    | 20,38 m                                       | x                                             | x                                             | 20,53 m     |           |
| 6     | Pawel Sofjin        | Russland    | 20,42 m    | x          | x          | x                                             | x                                             | x                                             | 20,42 m     |           |
|       |                     |             |            |            |            |                                               |                                               |                                               |             |           |
| 7     | Rutger Smith        | Niederlande | 20,41 m    | x          | 20,30 m    | eigentlich zu drei weiteren Stößen berechtigt | eigentlich zu drei weiteren Stößen berechtigt | eigentlich zu drei weiteren Stößen berechtigt | 20,41 m     |           |
| 8     | Yury Bialou         | Belarus     | 20,06 m    | x          | x          | eigentlich zu drei weiteren Stößen berechtigt | eigentlich zu drei weiteren Stößen berechtigt | eigentlich zu drei weiteren Stößen berechtigt | 20,06 m     |           |
| NM    | Adam Nelson         | USA         | x          | x          | x          | nicht im Finale der besten acht Athleten      | nicht im Finale der besten acht Athleten      | nicht im Finale der besten acht Athleten      | ogV         |           |
| DOP   | Andrej Michnewitsch | Belarus     | 20,73 m    | 21,05 m    | x          | 20,78 m                                       | 20,57 m                                       | 20,93 m                                       | 21,05 m     |           |
| DOP   | Pawel Lyschyn       | Belarus     | 20,73 m    | 20,33 m    | 20,98 m    | 20,98 m                                       | 20,40 m                                       | x                                             | 20,98 m     |           |
| DOP   | Iwan Juschkow       | Russland    | 19,67 m    | 19,55 m    | x          | nicht im Finale der besten acht Athleten      | nicht im Finale der besten acht Athleten      | nicht im Finale der besten acht Athleten      | 19,67 m     |           |

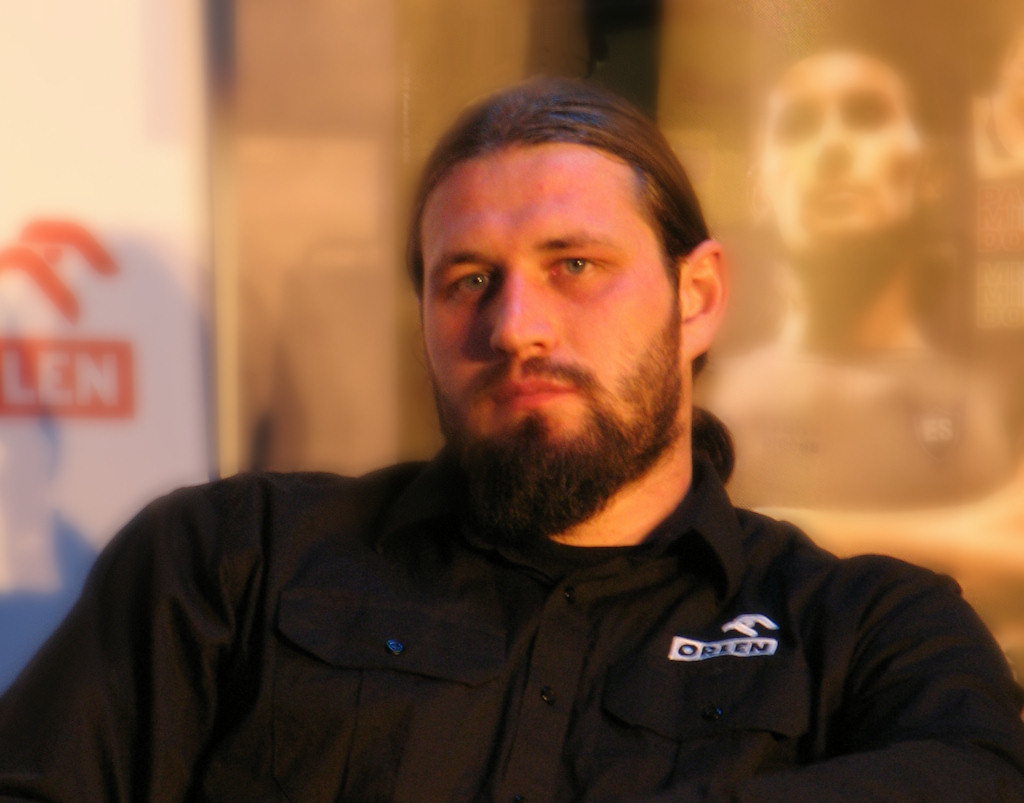
Tomasz Majewski gewann seine
erste olympische Goldmedaille

Für das Finale hatten sich zwölf Athleten qualifiziert, sechs von ihnen über die Qualifikationsweite, weitere sechs über ihre Platzierungen. Allerdings reduzierte sich die Finalteilnehmerzahl wie oben im Abschnitt "Doping" beschrieben letztlich auf neun Athleten. Vertreten waren alle drei gestarteten US-Amerikaner sowie je ein Teilnehmer aus Kanada, den Niederlanden, Polen, Russland, der Ukraine und Belarus. Hinzu kamen der gedopte Russe und die beiden gedopten Belarussen.
Die Favoriten für diesen Wettbewerb kamen in erster Linie aus den Vereinigten Staaten. Reese Hoffa war in der vorolympischen Saison überlegen Weltmeister geworden. Adam Nelson, Zweiter dieser Konkurrenz, hatte zwei Jahre zuvor den Weltmeistertitel gewonnen. Christian Cantwell, der dritte teilnehmende US-Amerikaner, gehörte aufgrund seiner Weiten im Olympiajahr ebenfalls zum engeren Favoritenkreis. Weitere Medaillenkandidaten waren der niederländische WM-Dritte von 2007, Vizeweltmeister von 2005 und EM-Dritte von 2006 Rutger Smith sowie nach seiner starken Qualifikation auch der Pole Tomasz Majewski, WM-Vierter von 2007. Der Deutsche Ralf Bartels, amtierender Europameister und WM-Dritter von 2005 musste verletzungsbedingt auf einen Start verzichten.
Im Finale blieben die ganz großen Weiten zunächst aus. Nach der ersten Runde führte Majewski mit 20,80 m vor den beiden gedopten Belarussen (je 20,73 m), dem Ukrainer Jurij Bilonoh (20,63 m) und dem Kanadier Dylan Armstrong (20,62 m). Der Russe Pawel Sofjin lag mit 20,42 m um einen Zentimeter besser als Smith auf dem fünften Rang. Im zweiten Durchgang gab es dann erste Stöße über die 21-Meter-Marke. Der später disqualifizierte Michnewitsch übernahm mit 21,05 m die Führung. Armstrong lag nur einen Zentimeter dahinter. Cantwell gelangen 20,98 m, womit er Dritter war. Ansonsten tat sich nicht viel. Im dritten Durchgang stieß Majewski 21,21 m, womit er wieder vorne lag. Der gedopte Lyschyn schloss mit 20,98 m zu Cantwell auf. Vor dem Finale der besten Acht war Michnewitsch Zweiter mit 21,05 m, Armstrong Dritter mit 21,04 m. Lyschyn folgte auf Platz vier mit 20,98 m vor Cantwell (ebenfalls 20,98 m, aber mit dem schwächeren zweitbesten Stoß). Bilonoh war Sechster (20,63 m). Hoffa verbesserte sich auf 20,53 m und belegte Rang sieben vor Sofjin und Smith mit ihren Weiten aus Runde eins.
Im vierten Durchgang erzielte Majewski 21,51 m und baute seine Führung damit weiter aus. Ansonsten gab es wie auch in der vorletzten Versuchsreihe keine Veränderungen. Mit seinem letzten Stoß auf 21,09 m übertraf schließlich auch Cantwell die 21-Meter-Marke. Damit verdrängte er Michnewitsch um vier Zentimeter vom zweiten Platz. Armstrong fiel – einen weiteren Zentimeter zurück – aus den Medaillenrängen heraus, das Kugelstoßen schien entschieden. Olympiasieger wurde Tomasz Majewski vor Christian Cantwell. Dahinter kam es allerdings aufgrund der drei Dopingfälle später zu Veränderungen. Dylan Armstrong erhielt die Bronzemedaille. Jurij Bilonoh wurde Vierter vor Reese Hoffa, der mehr als eineinhalb Meter kürzer stieß als im Vorjahr bei den Weltmeisterschaften. Pawel Sofjin belegte den sechsten Platz vor Rutger Smith und dem Belarussen Yury Bialou. Adam Nelson hatte drei ungültige Versuche produziert.

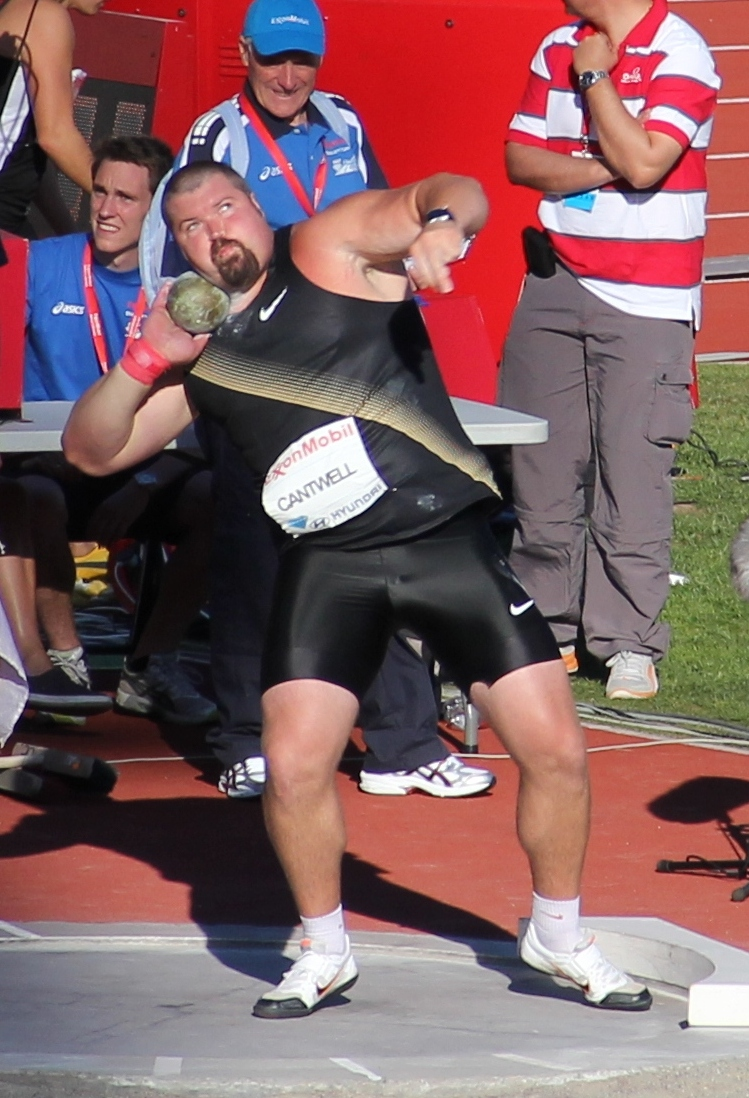
Silbermedaillengewinner Christian Cantwell
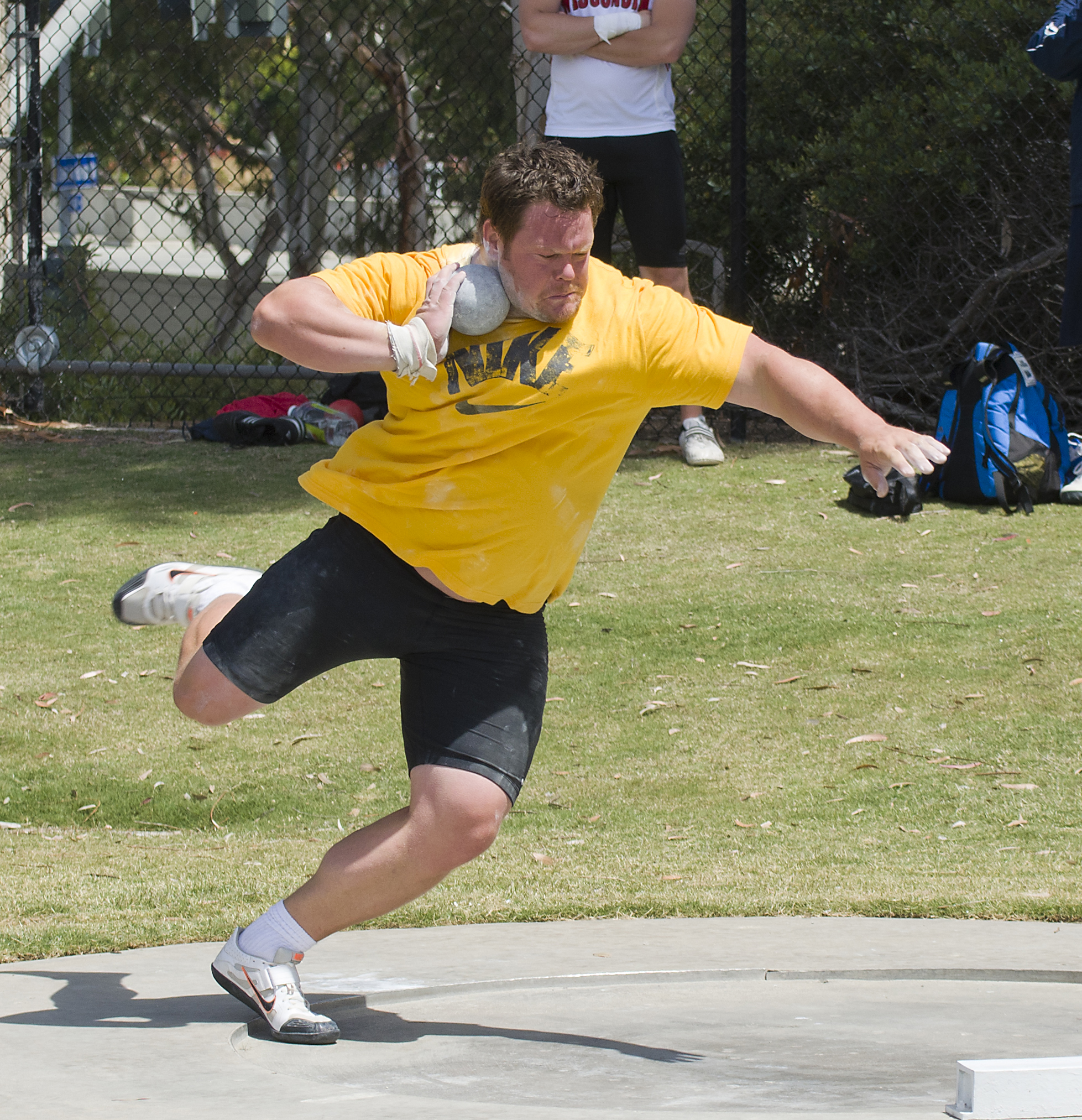
Bronzemedaillengewinner Dylan Armstrong
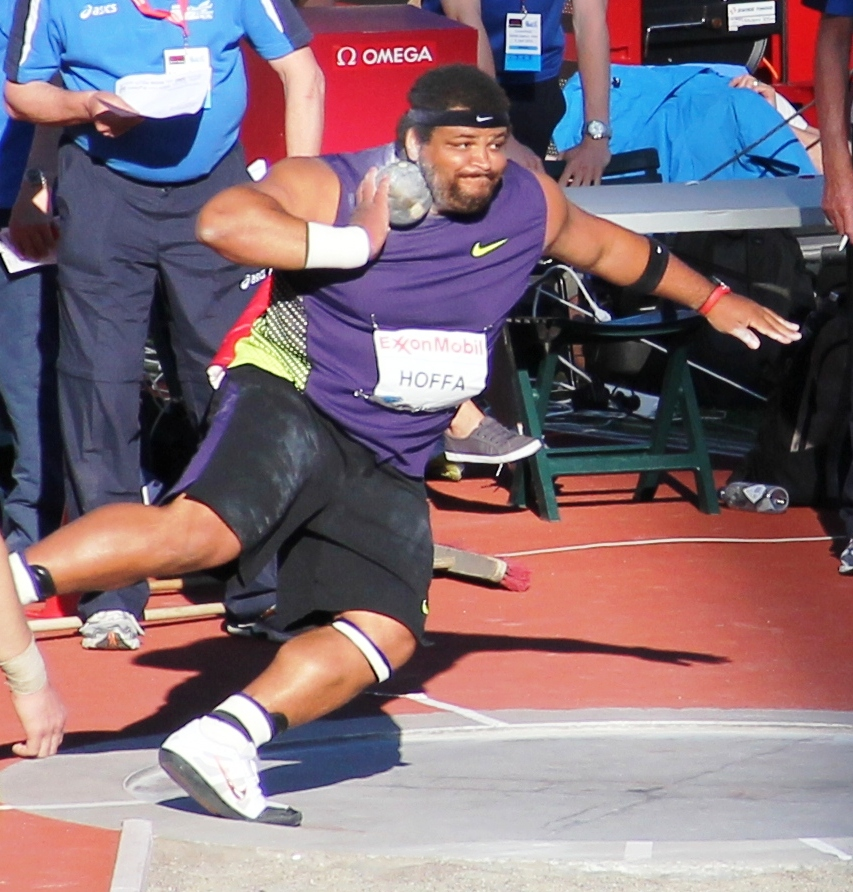
Der Olympiafünfte Reese Hoffa
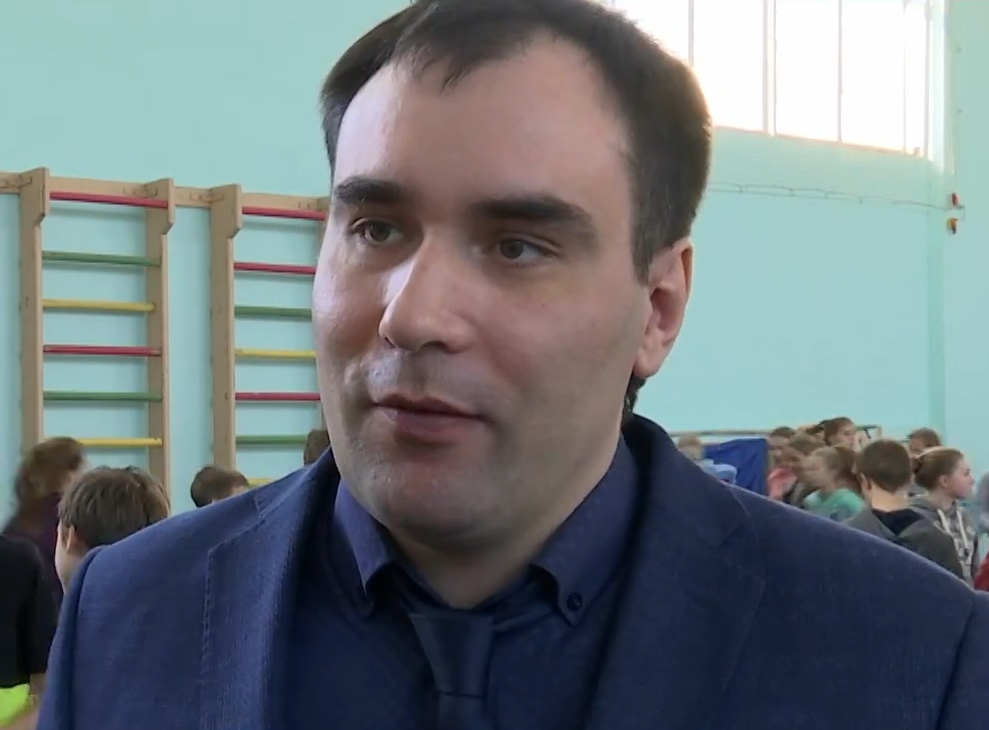
Pawel Sofjin (Foto: 2018) belegte Rang sechs
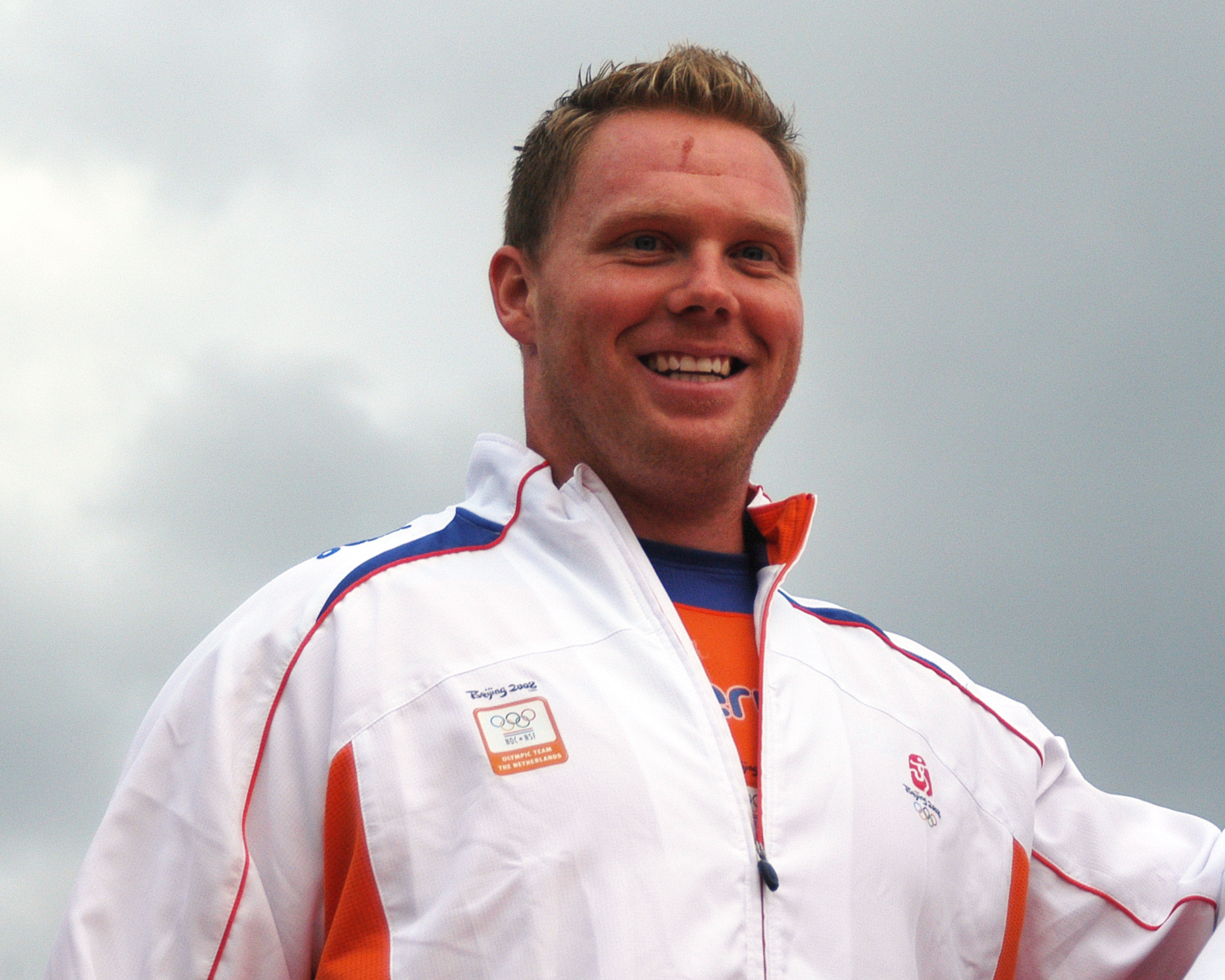
Rutger Smith wurde Olympiasiebter
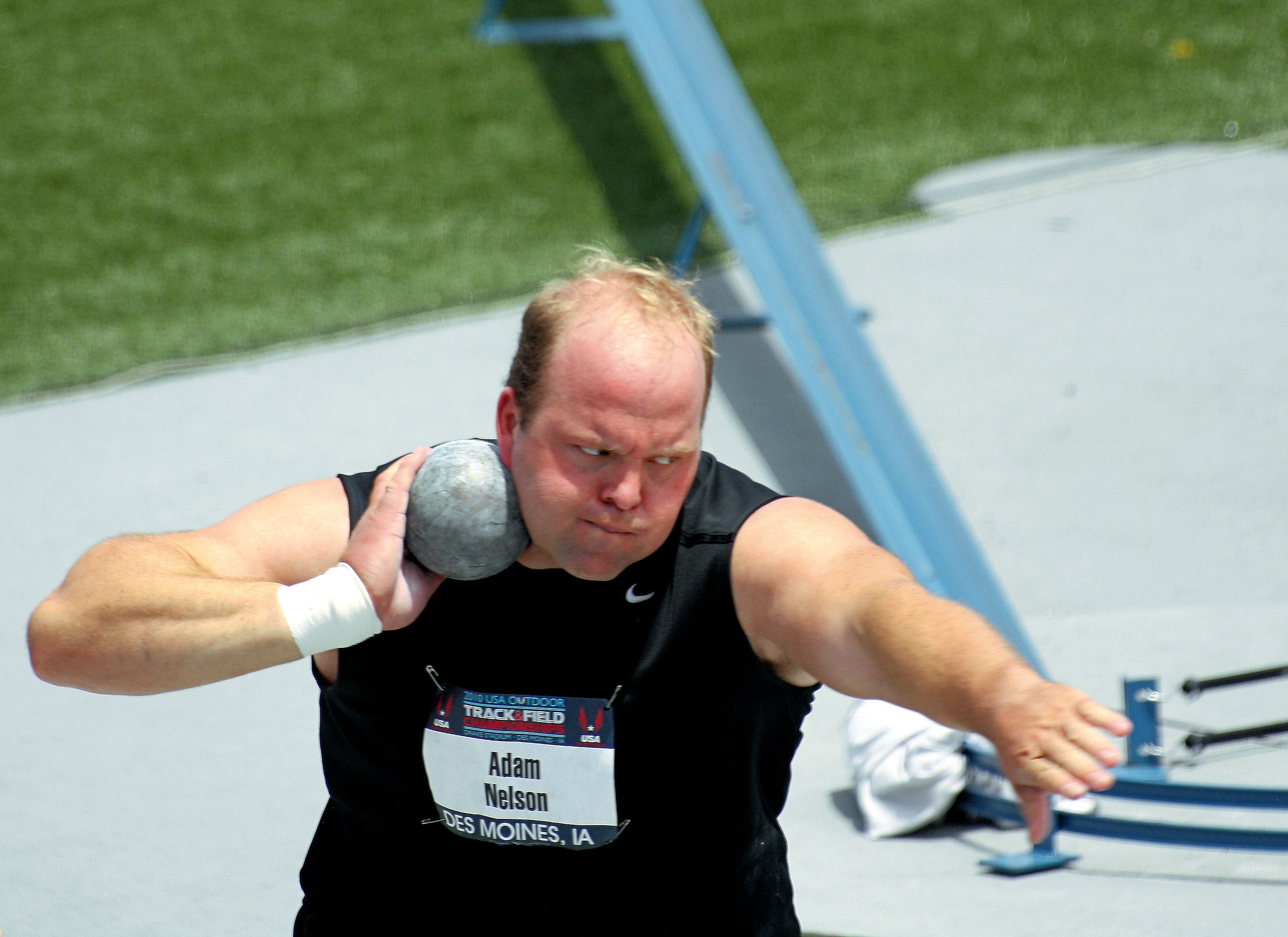
Adam Nelson blieb im Finale ohne gültigen Versuch
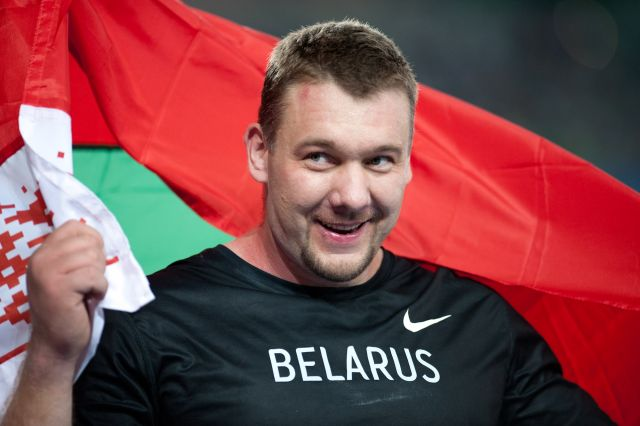
Andrej Michnewitsch verstieß gegen die Antidopingbestimmungen und wurde im Jahr 2014 disqualifiziert
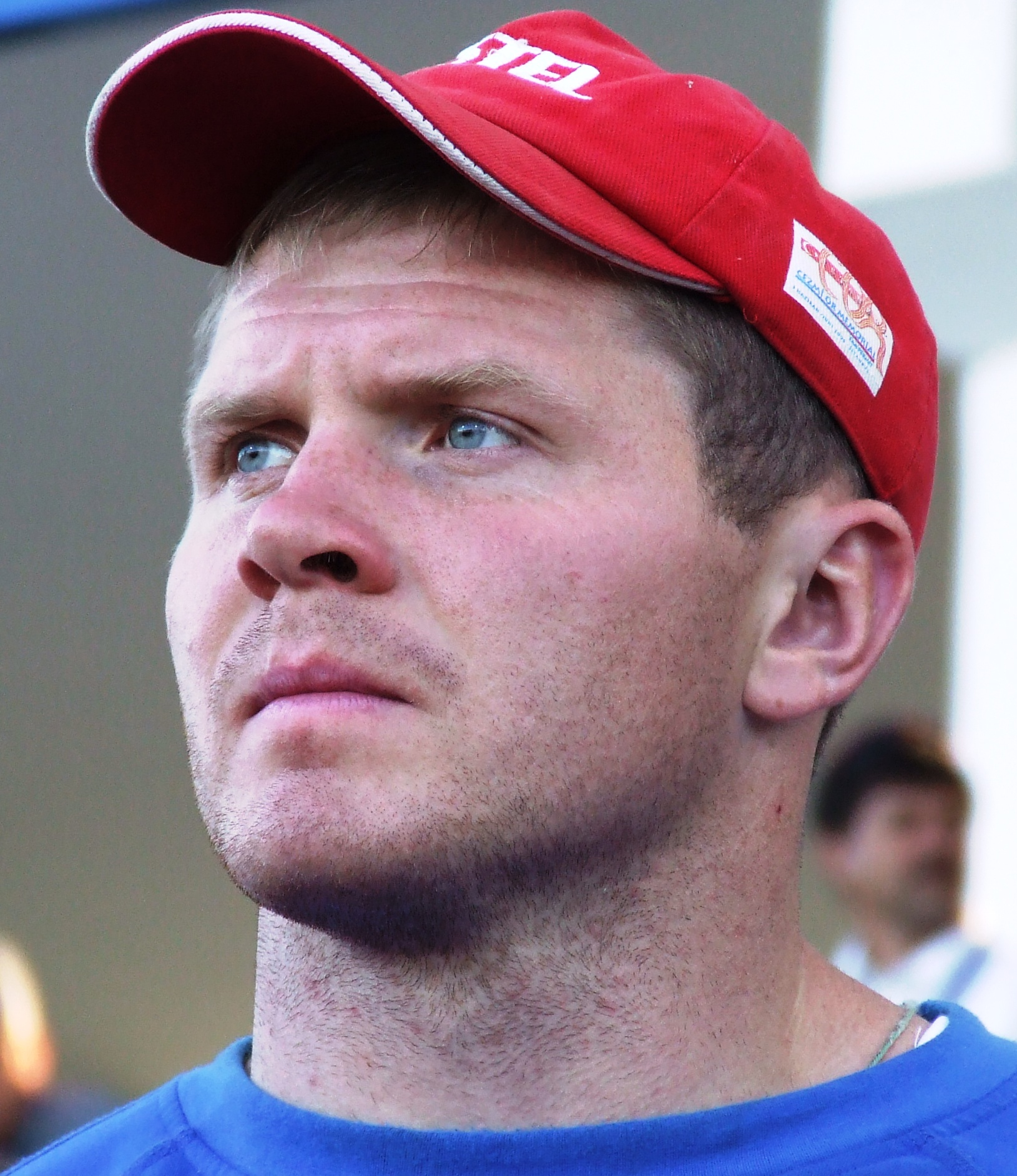
Auch Pawel Lyschyn hatte gedopt, seine Disqualifikation erfolgte im Jahr 2016

## Video
- Athletics - Men's Shot Put Final - Beijing 2008 Summer Olympic Games, youtube.com, abgerufen am 10. März 2022